# Adolf Kainz
Adolf Kainz, né le 5 juin 1903 à Linz et mort le 12 juillet 1948, est un kayakiste Autrichien.

## Palmarès

### Jeux olympiques
- Berlin 1936 :
  -  Médaille d'or en K2 1 000 m avec Alfons Dorfner.

### Championnats du monde
- Vaxholm 1938 :
  -  Médaille de bronze en K2 10 000 m avec Karl Maurer.